# (5239) Reiki
(5239) Reiki (1990 VC4) – planetoida z pasa głównego asteroid okrążająca Słońce w ciągu 4 lat i 241 dni w średniej odległości 2,79 j.a. Została odkryta 14 listopada 1990 roku w Yatsugatake przez Shun-ei Izumikawę i Osamu Muramatsu. Nazwa planetoidy pochodzi od Reiki Kushidę, japońskiej astronom.